# 夏尔扎·扎西坚赞
夏尔扎·扎西坚赞（藏語：ཤར་རྫ་བཀྲ་ཤིས་རྒྱལ་མཚན，威利转写：shar rdza bkra shis rgyal mtshan；1859年—1933年）是康区的一位苯教上师。他是一位苯教的大圆满大成就者。
夏尔扎一生修行大圆满，对苯教和藏传佛教的教义都有很深刻的研究。大约在30岁左右，他与藏传佛教高僧康楚仁波切、蒋扬钦哲旺波、秋吉林巴等人发起利美运动，主张消除各教派间的分歧，对不同教派间的教义与传承同等尊重。由于夏尔扎对各派教义通达，不少藏传佛教僧人前来求学和探讨教义。
夏尔扎在1933年（一说1935年）虹化。他留下十八部著作，其中最重要的是《思慧库》（དབྱིངས་རིག་མཛོད།）、《教理库》（ལུང་རིགས་མཛོད།）、《藏理库》（སྡེ་སྣོད་མཛོད།）、《虚空库》（ནམ་མཁའ་མཛོད།）和《嘉言库》（ལེགས་བཤད་མཛོད།）这五部经典，至今仍是众多苯教寺院的必读文献。